# Université nationale autonome du Mexique
Pour les articles homonymes, voir UNAM.
 (septembre 2018).
Si vous disposez d'ouvrages ou d'articles de référence ou si vous connaissez des sites web de qualité traitant du thème abordé ici, merci de compléter l'article en donnant les références utiles à sa vérifiabilité et en les liant à la section « Notes et références ».
L'université nationale autonome du Mexique (en espagnol : Universidad Nacional Autónoma de México, UNAM) est une université publique mexicaine.
Tout au long de son histoire, et particulièrement durant les sept premières décennies du XXe siècle, elle a fait l'éducation des principales personnes influentes du monde de la politique, des écrivains, scientifiques, ingénieurs et philosophes qui ont contribué à la construction du pays.

## Histoire

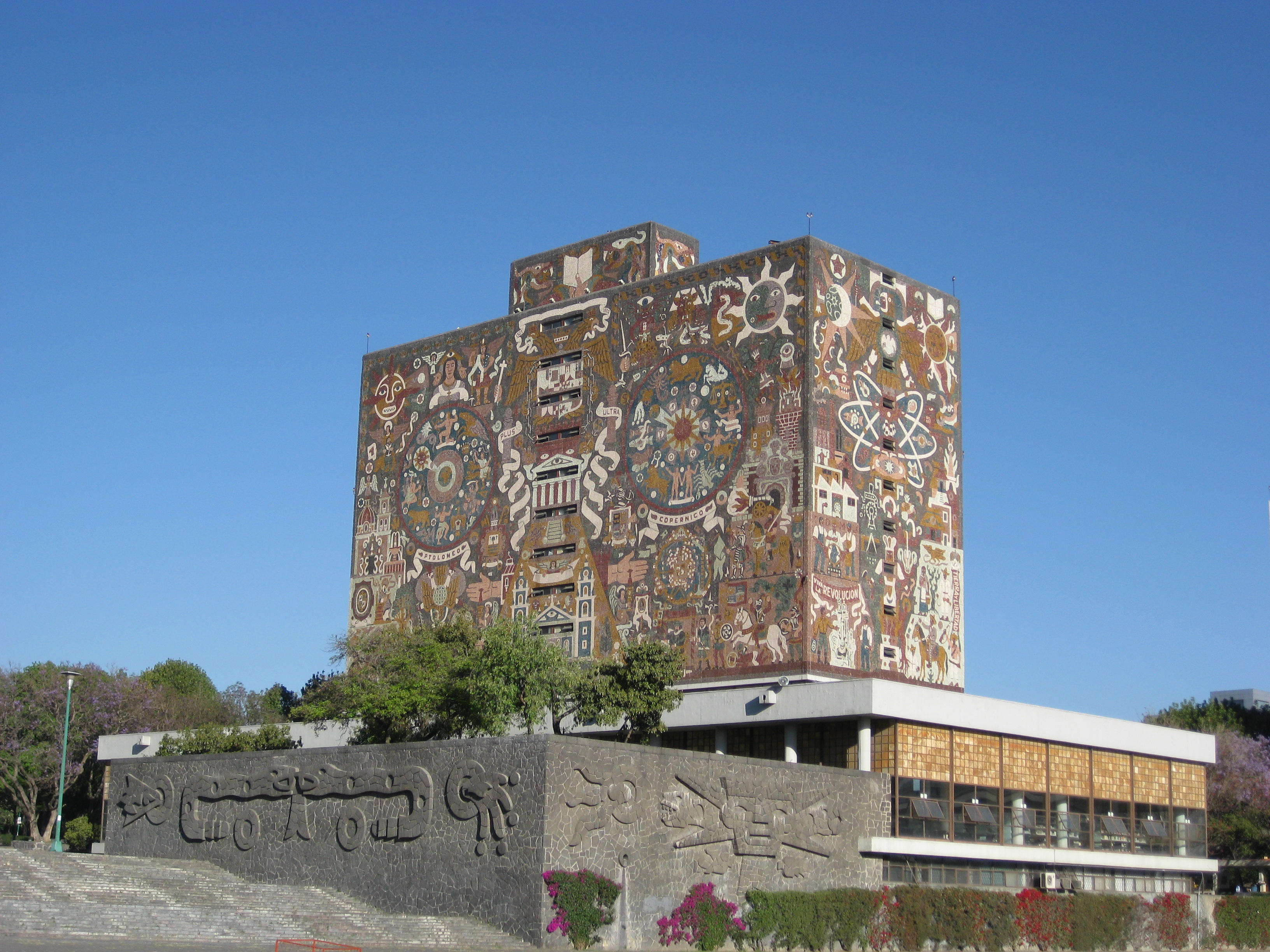
Bibliothèque centrale.

Le principal précédent historique de l'UNAM est l'université royale et pontificale du Mexique fondée en 1551.
Fondée en 1910 par décret de Porfirio Díaz sous le nom de université nationale du Mexique (es) l'UNAM obtint son autonomie en 1929. Elle déménagea en 1950 sur son nouveau campus principal de la cité universitaire, au sud de la ville de Mexico. Durant les années 1970, elle mena à son terme un grand programme d'expansion durant lequel furent créés les cinq sièges du collège de sciences et humanités ainsi que les cinq campus multidisciplinaires d'Acatlán, de Cuautitlán, d'Aragón, d'Iztacala et de Zaragoza.
En 1968, l'UNAM se retrouva au centre des protestations étudiantes qui débouchèrent sur le massacre de Tlatelolco qui survint sur la place des Trois Cultures.
L'UNAM fut également la scène de nombreux mouvements sociaux. Parmi ceux-ci on trouve les grèves étudiantes de 1968, 1987 et 1999. Chacune de ces grèves avait pour but de défendre le caractère public et gratuit de l'éducation tel qu'établi par le troisième article de la Constitution mexicaine.
De plus, l'UNAM entretient une rivalité sportive avec l'Institut polytechnique national (IPN).  Ces institutions ont une longue histoire dans le Football américain. Le match entre eux est le classique national et l'une des dates les plus importantes du Football américain au Mexique. Chaque année, les équipes représentatives de chaque institution s'affrontent, ce qui génère de fortes attentes chez ses fans.
En 2009, l'université reçoit le prix Princesse des Asturies.

## Facultés, écoles, instituts et centres de recherche

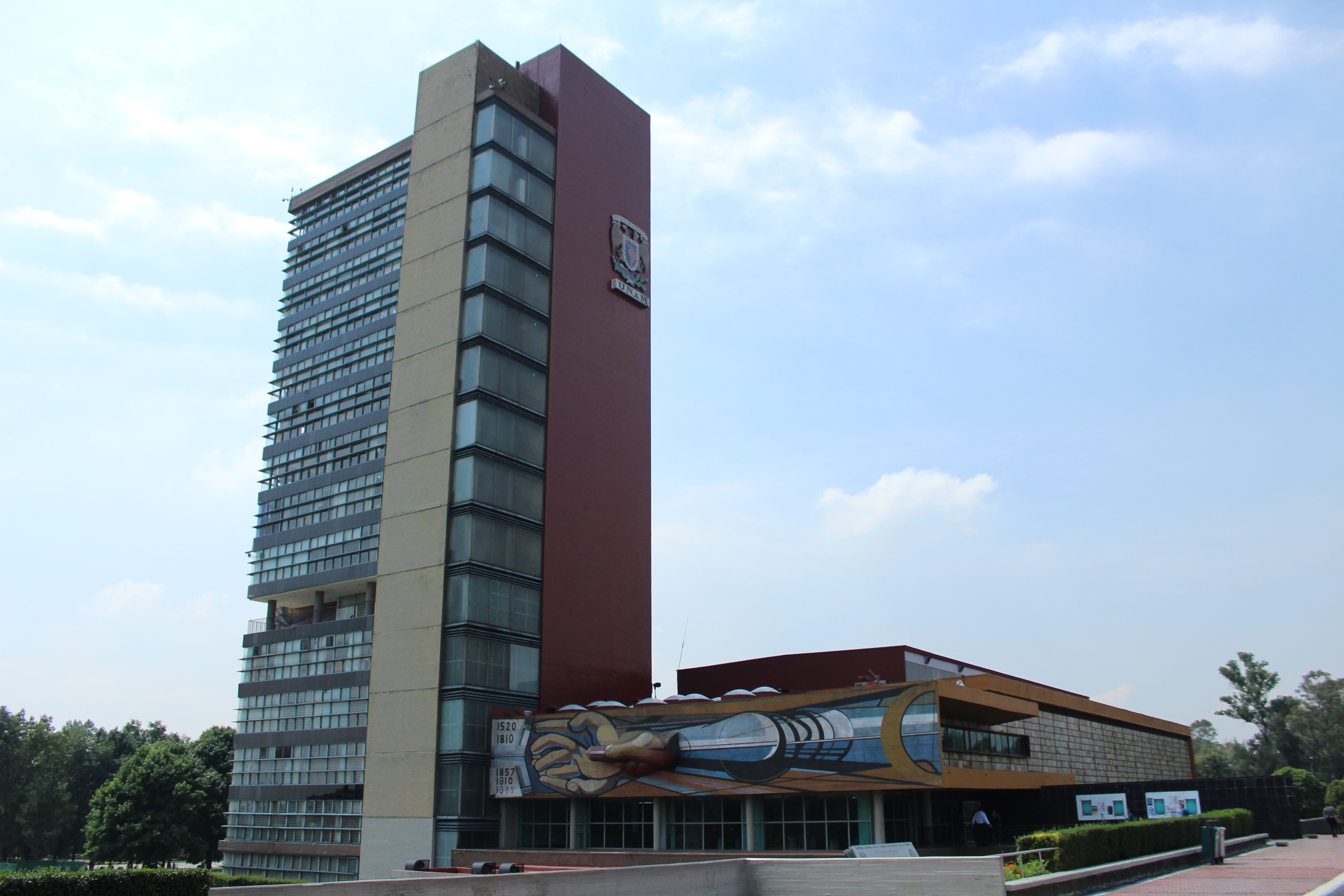
La ville universitaire.

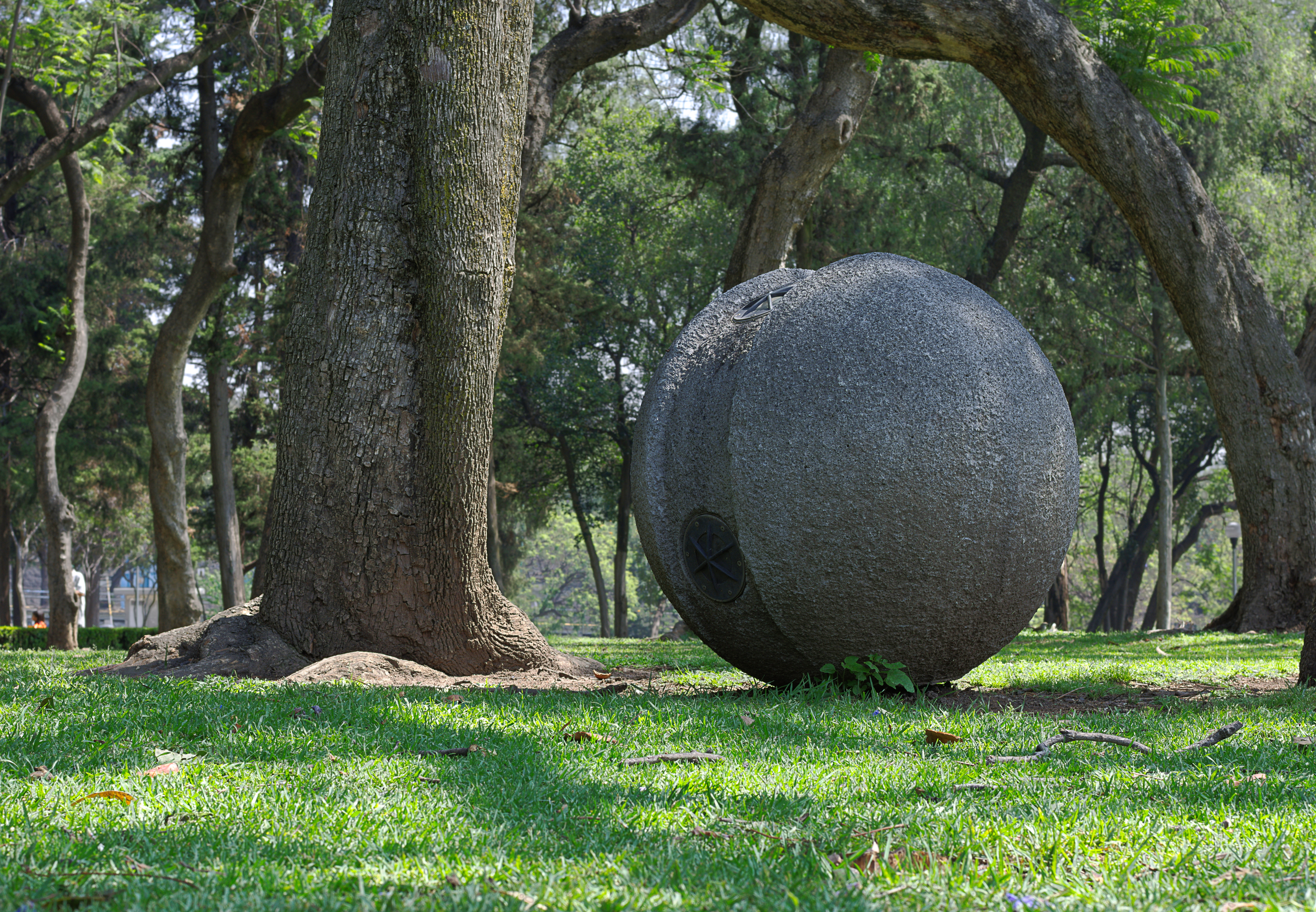
Une sculpture dans un des jardins de l'université.

### Facultés
- Faculté d'architecture
- Faculté des sciences
- Faculté des sciences politiques et sociales (FCPetS)
- Faculté de comptabilité et d'administration
- Faculté de droit
- Faculté d'économie
- Faculté d'études supérieures (FES) Acatlán
- Faculté d'études supérieures (FES) Aragón
- Faculté d'études supérieures (FES) Cuautitlán
- Faculté d'études supérieures (FES) Iztacala
- Faculté d'études supérieures (FES) Zaragoza
- Faculté de philosophie et de lettres
- Faculté d'ingénierie
- Faculté de médecine
- Faculté de médecine vétérinaire et zootechnique
- Faculté d'odontologie
- Faculté de psychologie
- Faculté de chimie
- Faculté des arts et du design (avant École nationale d'arts plastiques (ENAP))
- Faculté de musique (avant École nationale de musique)

### Écoles
- École nationale d'infirmerie et d'obstétrique (ENEO)
- École nationale du travail social
- École nationale préparatoire
- École permanente d'extension à San Antonio (EPESA)
- École permanente d'extension à Chicago (EPECH)
- École permanente d'extension au Canada (EPECA)

### Baccalauréat
- Le Lycée national, École nationale préparatoire (ENP)
- Collège de sciences et humanités (CCH)

### Instituts de sciences
- Institut d'astronomie
- Institut de biologie
- Institut de biotechnologie
- Institut de chimie
- Institut des sciences nucléaires
- Institut d'écologie
- Institut d'énergies renouvelables
- Institut de physique
- Institut de physiologie cellulaire
- Institut de géophysique
- Institut de géographie
- Institut de géologie
- Institut d'ingénierie
- Institut de mathématiques
- Institut de neurobiologie
- Institut de recherches biomédicales
- Institut de recherches en mathématiques appliquées et en systèmes
- Institut de recherches en matériaux
- Institut des sciences de la mer et limnologie
- Institut de sciences physiques

### Centres
- Centre d'études de la matière condensée
- Centre de physique appliquée et technologie avancée
- Centre de sciences de la complexité
- Centre de sciences génomiques
- Centre de sciences mathématiques
- Centre de science appliquée et développement technologique
- Centre de sciences de l’atmosphère
- Centre de sciences de la terre
- Centre de radioastronomie et astrophysique
- Centre de recherche en dessin industriel
- Centre de recherche en écosystèmes
- Centre de recherche en énergie
- Centre de recherche en géographie ambientale

### Instituts d’humanités
- Institut de recherches anthropologiques
- Institut de recherches bibliographiques
- Institut de recherches économiques
- Institut de recherches esthétiques
- Institut de recherches philologiques
- Institut de recherches philosophiques
- Institut de recherches historiques
- Institut de recherches juridiques
- Institut de recherches sociales

## Devise
Por mi raza hablará el espíritu (« pour ma race parlera l'esprit » en espagnol) est le slogan ou devise de l'université, forgé par l'écrivain José Vasconcelos qui en fut le recteur de 1920 à 1921.  Le contexte est celui de la Révolution mexicaine et, au niveau du continent, de la Réforme universitaire. 
Dans cette phrase, la « race » fait référence à la « race cosmique » décrite par Vasconcelos, celle issue, en Amérique latine, du métissage de deux cultures (européenne et amérindienne). Les traits culturels indigènes avaient longtemps été ignorés au profit des européens.  Au Mexique, le mot raza (« race ») est d'emploi plus large (il peut englober la notion de « peuple ») ; par ailleurs, son emploi dans l'acception de « race humaine » n'y est pas considéré comme raciste.
Le terme « parlera », au futur, indique qu'après une longue oppression (des traits culturels amérindiens et métis), une longue prise de conscience reste à achever.

## Classements
En termes d'inscriptions, l'UNAM est parmi les plus grandes universités des Amériques (y compris les États-Unis et le Canada, l'université d'État de New York occupant la première place), occupant la première position parmi les universités d'Espagne, du Portugal et d'Amérique latine selon The Times[réf. nécessaire]. Une autre étude de l'université de Pékin considère que l'UNAM est la meilleure université dans sa région et du monde hispanophone[réf. nécessaire].